# Seagulls Salerno
I Seagulls Salerno sono stati una squadra di football americano della città di Salerno.

## Storia dei Seagulls Salerno
I Seagulls nascono nel 1985, e subito partecipano al campionato di Serie C (livello d'ingresso del campionato italiano di football americano). È stato il primo campionato minore d'ingresso organizzato dall'Associazione Italiana Football Americano per rispondere alla crescita enorme che il football aveva avuto in quegli anni. I Seagulls vincono il proprio girone, ottenendo la promozione in Serie B, categoria a cui parteciperanno fino al 1987.
Dal 1988 al 1990, i Seagulls partecipano sempre al campionato di seconda serie, sotto il nuovo nome di Serie A2.
Nel 1991 i Seagulls si trovano a giocare in terza serie, e l'anno successivo nuovamente in Serie A2., dove militano fino al 1993. Dal 1994 fino al 1996 non partecipano ad alcun campionato italiano.

### Dai Troublemakers alla massima serie
Nel 1997, si iscrivono in Winter league - campionato di terzo livello - sotto il nome di Troublemakers Salerno, ma già nel 1998 non partecipano ad alcun campionato; l'anno successivo si iscrivono nuovamente in Winter league, per poi scomparire nuovamente.
Nel 2001 i Troublemakers ritornano ad utilizzare la storica denominazione di Seagulls Salerno, e partecipano al campionato di Golden League, campionato di massima serie di football americano in Italia, in cui militeranno anche durante la stagione 2002. Nella Stagione del 2003 partecipano alla Silver league South Division

## Dettaglio stagioni

### Tornei nazionali

#### Campionato

##### Golden League
| Stagione | regular season | regular season | regular season | regular season | regular season | regular season | playoff | playoff | playoff | playoff | playoff | playoff   | playoff    |
|          | Vin            | Par            | Per            | Tot            | PF             | PS             | Vin     | Per     | Tot     | PF      | PS      | risultato | avversaria |
| -------- | -------------- | -------------- | -------------- | -------------- | -------------- | -------------- | ------- | ------- | ------- | ------- | ------- | --------- | ---------- |
| 2001     | 0              | 0              | 8              | 8              | 36             | 229            | -       | -       | -       | -       | -       | -         | -          |
| 2002     | 0              | 0              | 4              | 4              | 38             | 115            | -       | -       | -       | -       | -       | -         | -          |
| Totale   | 0              | 0              | 12             | 12             | 74             | 344            | -       | -       | -       | -       | -       |           |            |

Fonte: Enciclopedia del Football - A cura di Roberto Mezzetti

##### Serie A2/B (secondo livello)/Winter League (secondo livello)/Silver League
| Stagione | regular season | regular season | regular season | regular season | regular season | regular season | playoff | playoff | playoff | playoff | playoff | playoff          | playoff        |
|          | Vin            | Par            | Per            | Tot            | PF             | PS             | Vin     | Per     | Tot     | PF      | PS      | risultato        | avversaria     |
| -------- | -------------- | -------------- | -------------- | -------------- | -------------- | -------------- | ------- | ------- | ------- | ------- | ------- | ---------------- | -------------- |
| 1986     | 8              | 0              | 2              | 10             | 228            | 94             | -       | -       | -       | -       | -       | -                | -              |
| 1987     | 5              | 1              | 4              | 10             | 122            | 97             | -       | -       | -       | -       | -       | -                | -              |
| 1988     | 4              | 1              | 3              | 8              | 89             | 77             | -       | -       | -       | -       | -       | -                | -              |
| 1989     | 2              | 0              | 6              | 8              | 42             | 107            | -       | -       | -       | -       | -       | -                | -              |
| 1990     | 1              | 0              | 9              | 10             | 87             | 209            | -       | -       | -       | -       | -       | -                | -              |
| 1992     | 5              | 0              | 2              | 7              | 119            | 93             | 0       | 1       | 1       | 23      | 26      | Quarti di finale | AFT Parma      |
| 1993     | 5              | 0              | 1              | 6              | 177            | 65             | 1       | 1       | 2       | 23      | 36      | Semifinale       | Jets Bolzano   |
| 1999     | 1              | 0              | 7              | 8              | 64             | 126            | -       | -       | -       | -       | -       | -                | -              |
| 2003     | 6              | 0              | 0              | 6              | 155            | 58             | 2       | 1       | 3       | 84      | 50      | Silverbowl       | Aquile Ferrara |
| Totale   | 37             | 2              | 34             | 73             | 1083           | 926            | 3       | 3       | 6       | 130     | 112     |                  |                |

Fonte: Enciclopedia del Football - A cura di Roberto Mezzetti

##### Serie B (terzo livello)/C/Winter League (terzo livello)
| Stagione | regular season | regular season | regular season | regular season | regular season | regular season | playoff | playoff | playoff | playoff | playoff | playoff             | playoff         |
|          | Vin            | Par            | Per            | Tot            | PF             | PS             | Vin     | Per     | Tot     | PF      | PS      | risultato           | avversaria      |
| -------- | -------------- | -------------- | -------------- | -------------- | -------------- | -------------- | ------- | ------- | ------- | ------- | ------- | ------------------- | --------------- |
| 1985     | 9              | 0              | 1              | 10             | 328            | 56             | -       | -       | -       | -       | -       | -                   | -               |
| 1991     | 8              | 0              | 2              | 10             | 180            | 54             | 1       | 0       | 1       | 21      | 19      | Secondo turno       | Mad Bulls Trani |
| 1997     | 8              | 0              | 0              | 8              | 331            | 71             | 1       | 1       | 2       | 40      | 39      | Finale di Divisione | Marines Ostia   |
| Totale   | 25             | 0              | 3              | 28             | 839            | 181            | 2       | 1       | 3       | 61      | 58      |                     |                 |

Fonte: Enciclopedia del Football - A cura di Roberto Mezzetti

#### Coppa Italia
| Stagione | regular season | regular season | regular season | regular season | regular season | regular season | playoff | playoff | playoff | playoff | playoff | playoff          | playoff         |
|          | Vin            | Par            | Per            | Tot            | PF             | PS             | Vin     | Per     | Tot     | PF      | PS      | risultato        | avversaria      |
| -------- | -------------- | -------------- | -------------- | -------------- | -------------- | -------------- | ------- | ------- | ------- | ------- | ------- | ---------------- | --------------- |
| 1993     | -              | -              | -              | -              | -              | -              | 2       | 1       | 3       | 117     | 73      | Ottavi di finale | Gladiatori Roma |
| Totale   | -              | -              | -              | -              | -              | -              | 2       | 1       | 3       | 117     | 73      |                  |                 |

Fonte: Enciclopedia del Football - A cura di Roberto Mezzetti

### Altri tornei

#### Torneo Stefano Romanazzi
| Stagione | regular season | regular season | regular season | regular season | regular season | regular season | playoff | playoff | playoff | playoff | playoff | playoff   | playoff       |
|          | Vin            | Par            | Per            | Tot            | PF             | PS             | Vin     | Per     | Tot     | PF      | PS      | risultato | avversaria    |
| -------- | -------------- | -------------- | -------------- | -------------- | -------------- | -------------- | ------- | ------- | ------- | ------- | ------- | --------- | ------------- |
| 1985     | -              | -              | -              | -              | -              | -              | 1       | 1       | 2       | ?       | ?       | Finale    | Roosters Bari |
| Totale   | -              | -              | -              | -              | -              | -              | 1       | 1       | 2       | ?       | ?       |           |               |

Fonte: Enciclopedia del Football - A cura di Roberto Mezzetti

#### Penisola Bowl
| Stagione | regular season | regular season | regular season | regular season | regular season | regular season | playoff | playoff | playoff | playoff | playoff | playoff    | playoff                 |
|          | Vin            | Par            | Per            | Tot            | PF             | PS             | Vin     | Per     | Tot     | PF      | PS      | risultato  | avversaria              |
| -------- | -------------- | -------------- | -------------- | -------------- | -------------- | -------------- | ------- | ------- | ------- | ------- | ------- | ---------- | ----------------------- |
| 2003     | -              | -              | -              | -              | -              | -              | 0       | 1       | 1       | 0       | 28      | Semifinale | Nightmares Sant'Agnello |
| Totale   | -              | -              | -              | -              | -              | -              | 1       | 1       | 2       | ?       | ?       |            |                         |

Fonte: Enciclopedia del Football - A cura di Roberto Mezzetti

### Riepilogo fasi finali disputate
| Anno | Luogo             | Evento                   | Fase del torneo                                | Incontro                                   | Risultato |
| 1985 | Bari              | Torneo Stefano Romanazzi | Semifinale                                     | Roosters Bari - Seagulls Salerno           | ? - ?     |
| 1991 | ?                 | Serie C                  | Secondo turno                                  | Seagulls Salerno - Mad Bulls Trani         | 21 - 19   |
| 1992 | ?                 | Silverbowl/Superbowl     | Quarti di finale/Sessantaquattresimi di finale | AFT Parma - Seagulls Salerno               | 26 - 23   |
| 1993 | ?                 | Silverbowl/Superbowl     | Semifinale/Trentaduesimi di finale             | Seagulls Salerno - Jets Bolzano            | 0 - 16    |
| 1993 | ?                 | Coppa Italia             | Ottavi di finale                               | Gladiatori Roma - Seagulls Salerno         | 55 - 27   |
| 1997 | ?                 | Snowbowl                 | Semifinale                                     | Marines Ostia - Troublemakers Salerno      | 21 - 20   |
| 2003 | Sorrento          | Penisola Bowl            | Semifinale                                     | Nightmares Sant'Agnello - Seagulls Salerno | 28 - 0    |
| 2003 | Civitanova Marche | SilverBowl               | Finale                                         | Aquile Ferrara - Seagulls Salerno          | 37 - 15   |